# Euphorbia deppeana
Euphorbia deppeana es una especie fanerógama perteneciente a la familia Euphorbiaceae.  Es originaria de las islas Hawái.

## Hábitat
Euphorbia deppeana es endémica de la isla de Oahu, Hawáii. Se conoce a partir de sólo una población, por un total de menos de 50 individuos. Las plantas están amenazadas por la competencia con las plantas exóticas. El impacto humano puede también representar una amenaza, ya que las plantas están cerca de un mirador visitado con frecuencia. Varias especies de plantas invasoras se han trasladado a la zona y compiten con las raras especies nativas por agua, luz, nutrientes, y espacio físico. Las más importantes plantas no nativas de la zona incluyen a Casuarina equisetifolia, Paspalum conjugatum, Schinus terebinthifolius y la guayaba común Psidium guajava. Otras amenazas para la especie son los incendios y la interferencia humana en las plantas.

## Taxonomía
Euphorbia deppeana fue descrita por Pierre Edmond Boissier y publicado en Centuria Euphorbiarum 6. 1860.
Etimología
Euphorbia: nombre genérico que deriva del médico griego del rey Juba II de Mauritania (52 a 50 a. C. - 23), Euphorbus, en su honor – o en alusión a su gran vientre –  ya que usaba médicamente Euphorbia resinifera. En 1753 Carlos Linneo asignó el nombre a todo el género.
deppeana: epíteto otorgado en honor del botánico y viajero alemán; Ferdinand Deppe (1794 -1861).
Sinonimia
- Anisophyllum californicum Klotzsch & Garcke
- Chamaesyce deppeana (Boiss.) Millsp.
- Chamaesyce festiva (Sherff) Croizat & O.Deg.
- Euphorbia festiva Sherff
- Euphorbia pauciflora Nutt. ex Seem.[7][8]